# Metsähallitus
La Metsähallitus (Forststyrelsen en suédois, Meahciráđđehus en langue same), littéralement en français « direction des forêts », est une entreprise forestière d'État finlandaise, qui est aussi gestionnaire des zones humides et d'éléments naturels et paysagers. 
Elle depend du Ministère de l'Agriculture et des Forêts de Finlande et elle emploie environ 3 000 personnes.

## Missions
Sa fonction est d'administrer les terres publiques de Finlande (12 millions d'hectares, un tiers de la superficie totale), forêts et lacs.
La mission est double :
- Gestion et exploitation des stocks de bois de la manière la plus efficiente sur le plan économique et écologique, en optimisant les coupes et en fournissant le bois à l'industrie ;
- protéger les sites naturels remarquables, à des fins de conservation mais aussi de récréation et de promotion du tourisme. À ce titre, la Metsähallitus gère 40 parcs nationaux et la plupart des zones protégées du pays.

## Chiffres clés
|                                                         | 2012  | 2013  |
| ------------------------------------------------------- | ----- | ----- |
| Chiffre d'affaires, (millions d'euros)                  | 377,9 | 370,0 |
| Résultat d'exploitation, (millions d'euros)             | 124,5 | 127,0 |
| Pourcentage du chiffre d'affaires, %                    | 33,0  | 34,0  |
| Résultat, (millions d'euros)                            | 115,1 | 118,4 |
| Contribution aux recettes de l’État, (millions d'euros) | 120,0 | 130,0 |
| retour sur investissement, %                            | 4,6   | 4,7   |
| Investissement, % du CA                                 | 4,0   | 3,0   |
| Ratio de solvabilité, %                                 | 98,0  | 98,0  |
| Années*Hommes                                           | 1 702 | 1 669 |

## Directeurs
Les directeurs successifs de l'entreprise ont été :
- Rabbe Zakarias Wrede 1863–1870
- Jacob Henrik Alexander af Forselles 1870–1893
- Carl Ernst Wrede 1893–1902
- Peter Woldemar Hannikainen 1902–1918
- Aimo Kaarlo Cajander 1918–1943
- Mauno Pekkala 1943–1952
- Nils Osara 1952–1960
- Antero Piha 1960–1973
- Paavo W. Jokinen 1973–1985
- Jaakko Piironen 1986–1992
- Pentti Takala 1992–2000
- Jan Heino 2000–2006
- Jyrki Kangas  2006–2014
- Esa Härmälä 2014–

## Controverses
En mai 2006, les ONG finlandaises les plus importantes ont publié un rapport commun sur les principales forêts anciennes situées hors des zones protégées dans le Nord du pays, dans le sud de la Laponie et le territoire same, alertant sur leur vulnérabilité ;  et en septembre le gouvernement finlandais approuvait l'initiative de l'ONU visant à mettre fin à la perte de biodiversité avant 2010. Cependant trois mois plus tard (décembre 2006), Metsähallitus était accusé de contribuer, en accord avec l'État finlandais à la destruction de forêts anciennes laponnes, en dépit des récents engagements de l'État en faveur de la biodiversité.
En janvier-mars 2007, l'exploitation forestière de forêts anciennes et intactes continuait, au profit d'entreprises comme Stora Enso et Botnia (filiale de M-Real et UPM). L'exploitation a été stoppée en mars 2007 puis relancée en octobre, l'industrie forestière ayant décidé de continuer à acheter des forêts anciennes finlandaises. 77 universitaires finlandais ensuite rejoint par 180 autres ont signé une lettre ouverte au ministre des forêts  alertant sur l'exploitation de forêts anciennes et jusqu'alors épargnées  de Laponie comme celles de Pokka-Pulju et Raakevuoma dans la région de Kittilä, de Peurakaira dans la municipalité de Sodankylä ou de Turjalaiset dans la région de Savukoski), jugeant cette exploitation « insoutenable et incompatible avec les accords internationaux sur la conservation de la diversité biologique que la Finlande est engagée à respecter ».